# Gare de Mouy - Bury
Gare de Mouy - Bury vasútállomás Franciaországban, Bury településen.

## Vasútvonalak
Az állomást az alábbi vasútvonalak érintik:
- Creil-Beauvais-vasútvonal

## Kapcsolódó állomások
A vasútállomáshoz az alábbi állomások vannak a legközelebb:
- Gare de Balagny-Saint-Épin
- Gare d’Heilles-Mouchy